# Nummela (Vihti)
Nummela è una località del comune finlandese di Vihti, di cui costituisce il maggior centro abitato ospitandone circa la metà dei 27.000 abitanti e costituendone il centro amministrativo-commerciale. Si trova in una zona ricca di laghi a circa 45 chilometri da Helsinki, servita da una stazione ferroviaria e collegata da tre strade statali ovvero la Valtatie 1, la Valtatie 2 e la Valtatie 25.

## Galleria d'immagini

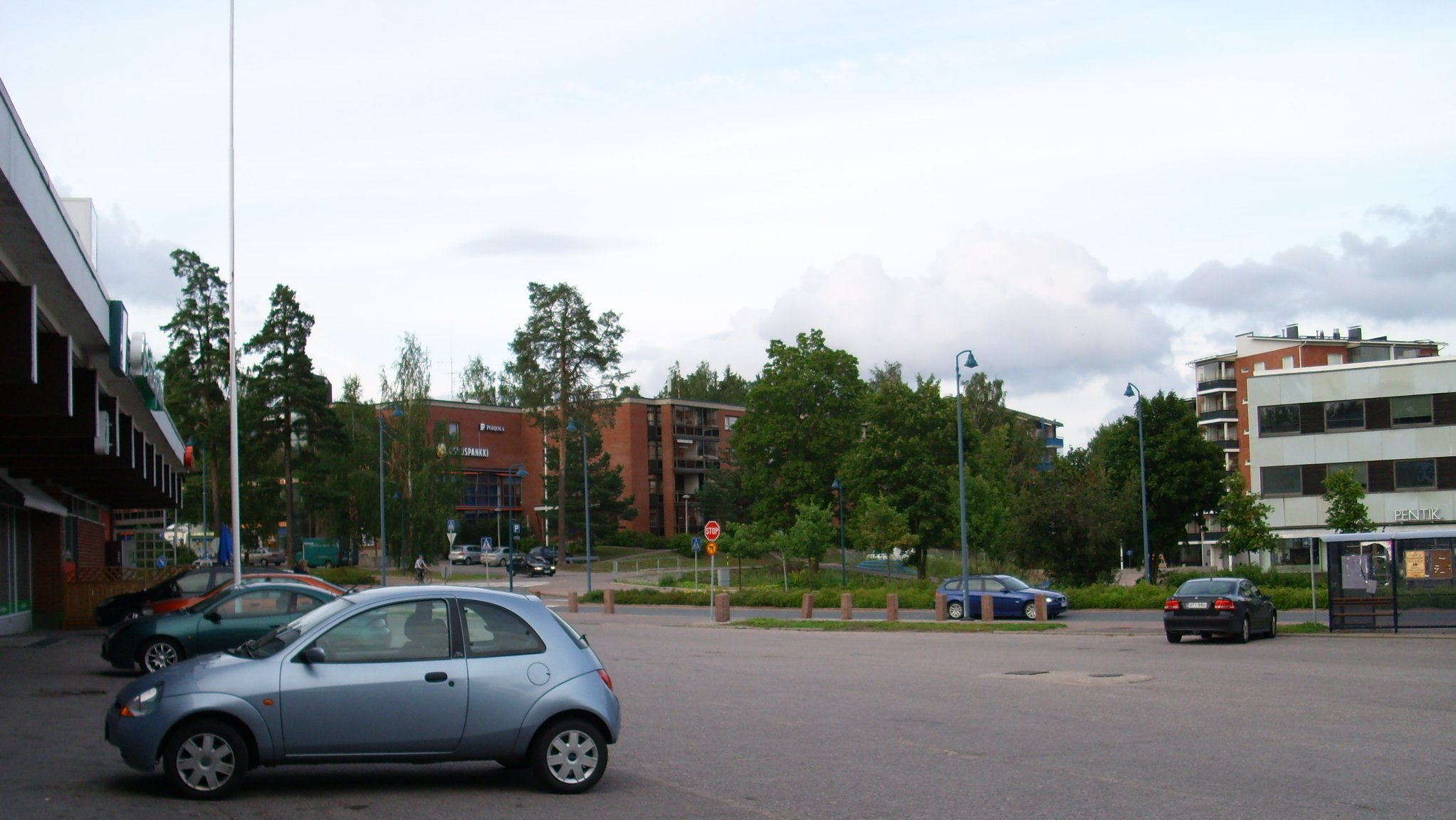
Il centro cittadino
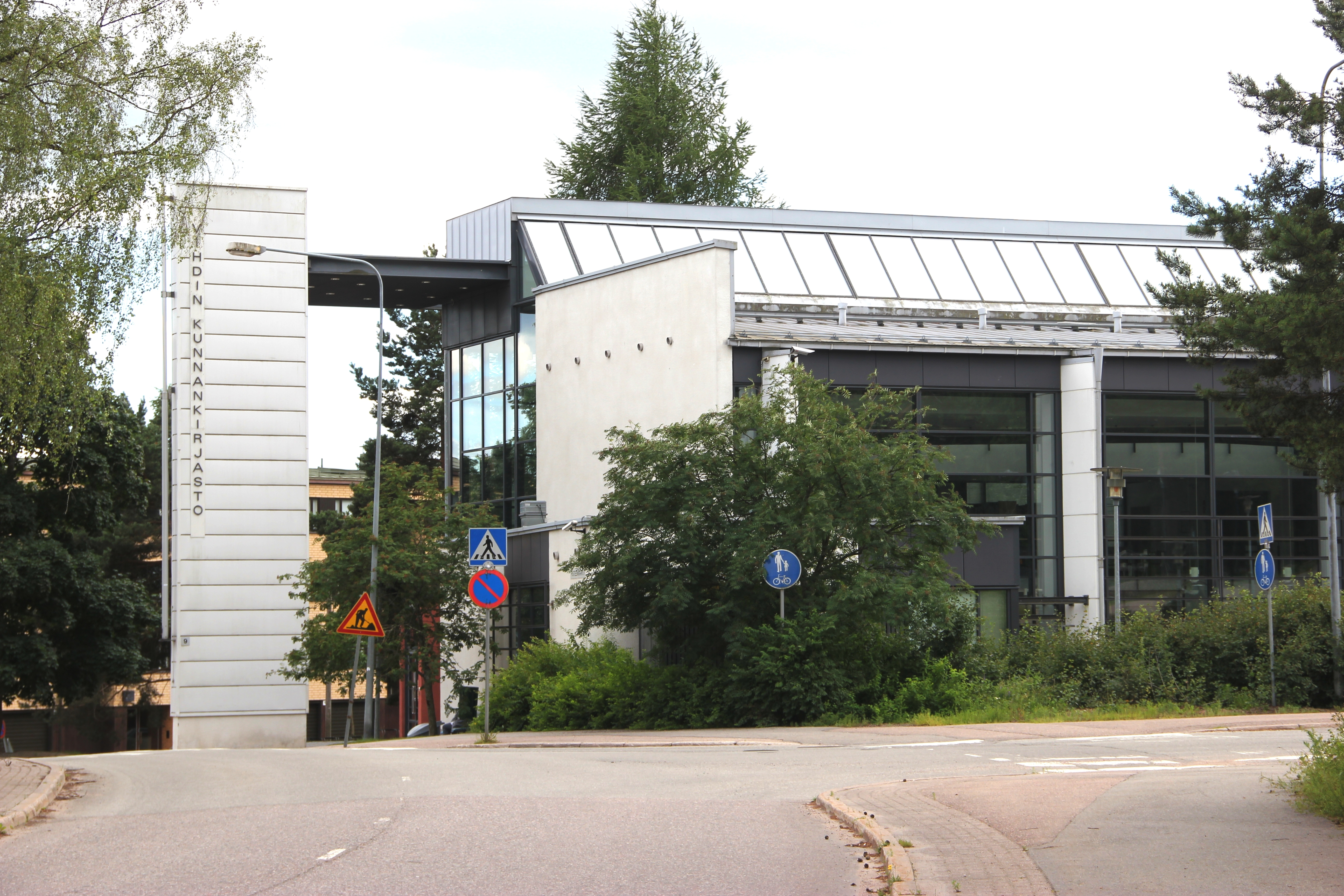
La sede della biblioteca comunale
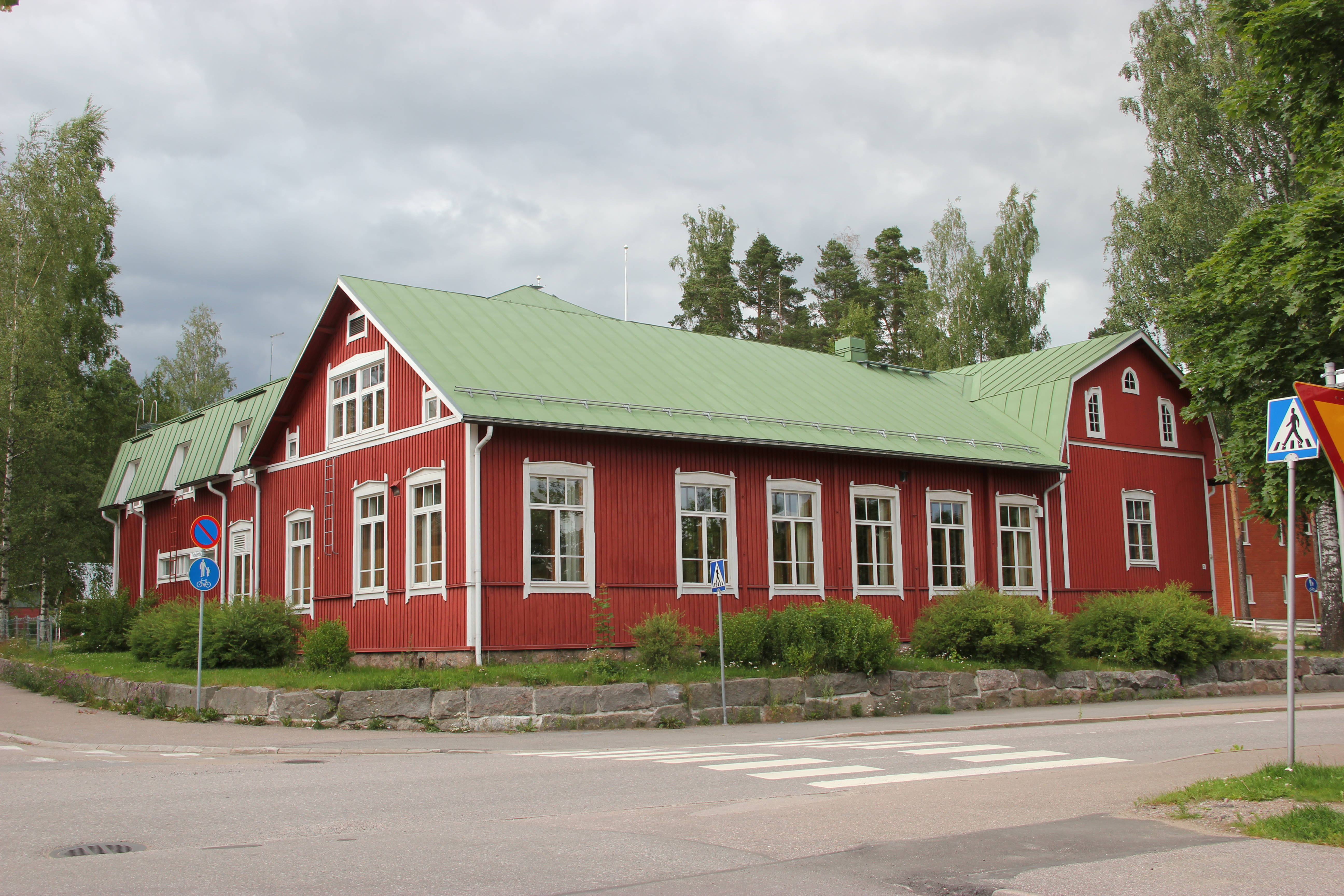
Rientola, la casa comunale
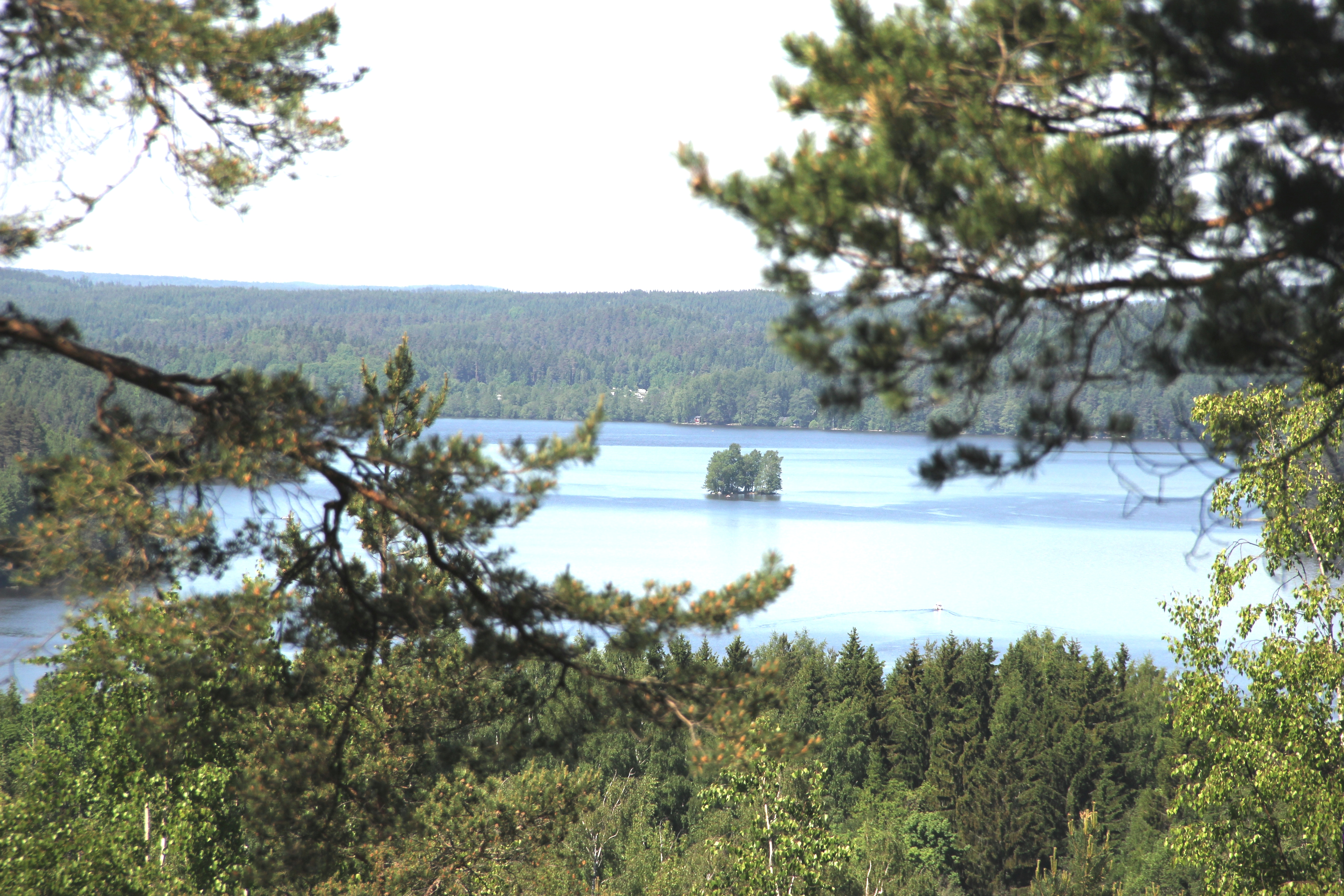
Vista su uno dei laghi